# Bristol (Indiana)
Bristol es un pueblo ubicado en el condado de Elkhart en el estado estadounidense de Indiana. En el Censo de 2010 tenía una población de 1602 habitantes y una densidad poblacional de 161,75 personas por km².

## Geografía
Bristol se encuentra ubicado en las coordenadas 41°42′59″N 85°49′32″O / 41.71639, -85.82556. Según la Oficina del Censo de los Estados Unidos, Bristol tiene una superficie total de 9.9 km², de la cual 9.57 km² corresponden a tierra firme y (3.4%) 0.34 km² es agua.

## Demografía
Según el censo de 2010, había 1602 personas residiendo en Bristol. La densidad de población era de 161,75 hab./km². De los 1602 habitantes, Bristol estaba compuesto por el 87.89% blancos, el 2.06% eran afroamericanos, el 0.75% eran amerindios, el 1.5% eran asiáticos, el 0% eran isleños del Pacífico, el 4.74% eran de otras razas y el 3.06% pertenecían a dos o más razas. Del total de la población el 10.24% eran hispanos o latinos de cualquier raza.